# رائول دیان
رائول دیان (فرانسوی: Raoul Diagne‎؛ ۱۰ نوامبر ۱۹۱۰ – ۱۲ نوامبر ۲۰۰۲) بازیکن و مربی فوتبال اهل فرانسه بود.
وی عضو تیم ملی فوتبال فرانسه در جام جهانی فوتبال ۱۹۳۸ بوده است.